# Archipiélago Kutsuna
El archipiélago Kutsuna (忽那諸島 Kutsuna-shotō?) es un archipiélago que se encuentra situado en el mar Interior de Seto, en la prefectura de Ehime. Está conformada por 7 islas habitadas y 22 deshabitadas. La isla de mayor superficie es la Isla Naka y es además, la principal. 

## Características
También se las conoce como Siete Islas de Kutsuna (忽那七島 Kutsuna-nanatō?). Las siete islas son:
- Isla Naka
- Isla Tsuwaji (津和地島 Tsuwaji-jima?)
- Isla Nuwa (怒和島 Nuwa-jima?)
- Isla Futagami (二神島 Futagami-jima?)
- Isla Muzuki (睦月島 Muzuki-jima?)
- Isla Nogutsuna (野忽那島 Nogutsuna-jima?)
- Isla Yuri (由利島 Yuri-jima?)

- Datos: Q8203553
- Multimedia: Kutsuna Islands / Q8203553